# International Powerlifting Federation
A International Powerlifting Federation (IPF, do nome em inglês Federação Internacional de Levantamento de Potência), é a uma das federações esportivas internacionais que regulamenta e promove o levantamento de peso básico.
A IPF foi fundada em novembro de 1972, nos Estados Unidos. Atualmente sua sede é em Strassen, Luxemburgo e tem mais de 100 federações nacionais afiliadas.
A IPF faz rotineiramente o teste antidrogas (antidoping) em seus atletas (é membro da Agência Mundial Antidoping) e é a única federação de levantamentos básicos que realiza competições nos cinco continentes.
E também é a única federação de levantamento de peso básico que é membro reconhecido pela SportAccord.
A International Powerlifting Federation se esforça pelo reconhecimento do Comité Olímpico Internacional (COI); entretanto, o levantamento básico faz parte dos Jogos Mundiais, que é patrocinado pelo COI e é membro reconhecido pela International World Games Association.

## Organização
- Presidente: Gaston Parage, do Luxemburgo;
- Vice-presidente: Johnny Graham, dos Estados Unidos;
- Secretário-geral: Emanuel Scheiber, da Áustria;
- Tesoureiro: Dietmar Wolf, da Noruega.[5]

## Competições
A  International Powerlifting Federation, mediante suas federações filiadas, organiza e regula as seguintes competições:
- Campeonato Mundial Aberto Combinado Masculino e Feminino (com os três movimentos-padrão: o agachamento, o supino e o levantamento terra);
- Campeonato Mundial Pré-Juvenil e Juvenil Combinado Masculino e Feminino;
- Campeonato Mundial Master Combinado Masculino e Feminino;
- Campeonato Mundial de Supino Combinado Masculino e Feminino (somente o supino);
- Campeonato Mundial Master de Supino Combinado Masculino e Feminino.

## Federações continentais
As seis federações continentais filiadas são:
- African Powerlifting Federation
- North American Powerlifting Federation
- South American Powerlifting Federation
- Asian Powerlifting Federation
- European Powerlifting Federation